# Gabres
Gabres (macedónul: Габреш) település Észak-Macedóniában, az Északkeleti körzetben, Kumanovo községben.

## Népesség
| Lakosok száma | 189  | 223  | 202  | 169  | 129  | 87   | 82   | 71   | 44   |
|               | 1948 | 1953 | 1961 | 1971 | 1981 | 1991 | 1994 | 2002 | 2021 |

- 2002-ben 71 lakosa volt, akik közül 70 macedón és 1 szerb.